# 平托 (智利)
36°42′13″S 71°53′32″W / 36.70361°S 71.89222°W

平托（西班牙語：Pinto），是智利的城鎮，位於該國中部比奧比奧大區的紐布萊省，面積1.164.0平方公里，海拔高度290米，2012年人口10,673人，人口密度每平方公里9.2人。